# Alsófegyvernek
Alsófegyvernek (szlovákul Zbrojníky)  Kétfegyvernek településrésze, korábban önálló falu Szlovákiában, a Nyitrai kerület Lévai járásában. 2001-ben Kétfegyvernek 514 lakosából 348 szlovák és 165 magyar volt.

## Fekvése
Lévától 15 km-re, délkeletre fekszik.

## Története
Területén már az újkőkorban is megtelepedhettek. A Hévmagyarádi kultúra maradványait is megtalálták itt.
Fegyvernek települést 1303-ban említik először. Neve arra utal, hogy első lakói fegyverhordozók lehettek. Alsófegyvernek Felsőfegyvernek határában keletkezett a 15. században. Első említése 1503-ban történt "Fegyvernek Minor" néven. Alsófegyverneket az Eszterházy család birtokolta, többségben reformátusok lakták. 1715-ben malma és 13 jobbágytelke volt. 1720-ban 22 háztartást számláltak a faluban. 1828-ban 74 házában 446 lakos élt. A faluban a 19. században virágzott a dohánytermesztés.
Vályi András szerint "Alsó Fegyvernek, Fesernik. Elegyes magyar, és tót falu Hont Vármegyében, földes Ura Hertzeg Eszterházy Uraság, lakosai katolikusok, és reformátusok, fekszik Füzes Gyarmattól nem meszsze, Bars Vármegyének szomszédságában, határja gazdag, ’s külömbféle javakkal bővelkedik, első Osztálybéli."
Fényes Elek szerint "Fegyvernek, (Alsó), magyar falu, Honth vmegyében, 26 kath., 248 ref. lak. Ref. anyatemplom. Jó föld, rét. Bor és dohány-termesztés. F. u. H. Eszterházy s m. t."
Hont vármegye monográfiája szerint "Alsófegyvernek, Bars vármegye határán fekvő magyar kisközség 72 házzal és 418, túlnyomóan ev. ref. vallású lakossal; vasúti állomása és távirója Zseliz, postája Füzesgyarmat. Első okleveles említésére 1343-ban akadunk, a mikor a község neve Feguernek alakban szerepel. Ugyancsak a tizennegyedik században, 1377-ben bizonyos Petrus de Feguernek nevű honti nemesről is megemlékezik egy följegyzés. A következő században Villa Fegvernek alakban találkozunk vele. 1650-ben Rudolf király egyik vitézének, a horvát származású Theodosius Sirmiensis-nek adományozta, a ki a ma is élő és itt birtokos Szulyovszky-családnak lett a megalapítója. A múlt század első felében a gróf Esterházy család volt a község földesura; jelenleg nagyobb birtokos a faluban nincsen. Az ev. ref. templom 1716-ban épült, 1805-ben restaurálták, de a tornyát csak 1840-ben építették hozzá. A templom kincsei között őriznek egy úrasztali kelyhet, mely 1738-ból való. 1806-ban az egész falu leégett."
1910-ben 434, túlnyomórészt magyar lakosa volt. A trianoni békeszerződésig Hont vármegye Vámosmikolai járásához tartozott.

## Nevezetességei
Alsófegyvernek református temploma 1716-ban épült, 1805-ben megújították, tornyát 1840-ben építették.